# کاستلوی دی روسانس
کاستلوی دی روسانس (به اسپانیایی: Castellví de Rosanes) یک منطقهٔ مسکونی در اسپانیا است که در بایکس لوبرگات واقع شده‌است. کاستلوی دی روسانس ۱۶٫۴ کیلومتر مربع مساحت دارد.